# Magyar szobrászok listája
A magyar szobrászok listája a jelentősebb magyar vagy magyar származású szobrászművészeket sorolja fel.
A listában megtalálható valamennyi, a Magyar életrajzi lexikon I–IV. köteteiben (1967–1994) szereplő olyan személy, akinek szobrászművészeti életművét vagy tevékenységét a lexikon szócikke tárgyalja. Ezeket az életrajzokat az alábbi listában [MÉL.] jelzettel láttuk el.
További forrásjelölések:
- MNL – Magyar nagylexikon  I–XIX. Főszerk. Bárány Lászlóné et al. Budapest: Akadémiai; (hely nélkül): Magyar Nagylexikon. 1993–2004.  ISBN 963-05-6611-7
- ÚMÉL – Új magyar életrajzi lexikon I–VI. Főszerk. Markó László. Budapest: Magyar Könyvklub; (hely nélkül): Helikon. 2001–2007.  ISBN 963-547-414-8

| Ábécé szerinti tartalomjegyzék                                                                           |
| --- |
| A, Á B C Cs D Dz Dzs E, É F G Gy H I, Í J K L Ly M N Ny O, Ó Ö, Ő P Q R S Sz T Ty U, Ú Ü, Ű V W X Y Z Zs |

## A, Á
- Aba Ferenc (1901–?)
- Ács József (1931)
- Adamis Gusztáv (1950)
- Adamovits Sándor (1878–?)
- Adorjáni Endre (1950)
- Ágh Fábián Sándor (1954)
- Agócs Attila (1941–2000)
- Aisenhut József
- Aknay János (1949)
- Albert Andor (1876–1940) [MÉL.]
- Albert Ildikó (1953)
- Albrecht Júlia (1948)
- Alexa Ferenc
- Alexovics László (1913–1986)
- Alexy Károly Ede (1816–1880) [MÉL.]
- Alusán Tódor (1913–1994)
- Ambrózy Sándor (1903–1992)
- Ambrus Kamilla
- Andorai Mária (1947)
- Andrássy Kurta János (1911–2008)
- Andrejka József (1859–1948)
- Andróczy Alajos (1937)
- Angyal István (1928–1989)
- Anka Ilona
- Antal A. József (1908–1982)
- Antal Károly (1909–1994)
- Antal Sándor (1882–1944) [MÉL.]
- Antalffy Mária (1922–1989)
- Apáti Abt Sándor (1870–1916) [MÉL.]
- Aradi (Landshut) Zsigmond (1830–1899)
- Artner Ottó (1932)

- Árkosi-Nagy Judit (1954)

- Árvai Ferenc (Árvay) (1935–2004)
- Aszalai István ˙(1922)
- Asszonyi Tamás (1942), éremművész
- Asztalos Joachim (1924)

## B
- Bábel Anita (1966)
- Babos László (1947)
- Bánhó Pál
- Baiersdorf Erna (Engel Róbertné) (1889–?)
- Baji Miklós Zoltán (1961)
- Bajnok Béla (1937–2020)
- Bakó László (1949)
- Bakó Piroska
- Bakos Ildikó (1948)
- Baksa Soós György (1908–1978) [MÉL.]
- Baksa-Soós János (1948–2021)
- Baksa Soós Krisztina (1944)
- Baktay Patrícia (1952)
- Balanyi Zoltán (1971)
- Balaskó Nándor (1918–1996)
- Balás Eszter (1947)
- Balázs István (1908–1995)
- Balázs Péter (1967)
- Balikó András (1967)
- Balikó Sándor (1869–1928)
- Bálint (Bálinth) János (1885–1914)
- Bálint Zsombor (1956–2018)
- Balogh Géza (1946)
- Balogh Mihály (1949)
- Balogh Péter (1920–1994)
- Bán Edit (1905–1966)
- Bancsó lajos
- Bánki Hagner Judit (1939)
- Bánkuti István (1946)
- Bánlaki József (1932)
- Bánó Anna
- Bánszki Tamás (1892–1971)
- Bánszky Sándor (1888–1918) [MÉL.]
- Bánvölgyi László (1962)
- Baranyi Károly (1894–1978) [MÉL.]
- Barcza Lajos (1873(?)–1936)
- Barta Lajos (1899–1986) [MÉL.]
- Bartalits Mihály (1808–1879) [MÉL.]
- Bartos István (1945–2010), éremművész
- Bartusz György (1933)
- Bátki József (1877–1948) [MÉL.]
- Bauer Mihály (1783/1789–1854) [MÉL.]
- Bebo Károly (1712–1779) [MÉL.]
- Beck András (1911–1985) [MÉL.]
- Beck Ö. Fülöp (1873–1945) [MÉL.]
- Beliczay Mária (1956)
- Bencsik István (1931–2016)
- Benczédi Sándor, id. (1912–1997)
- Bentze Tibor (1947)
- Beöthy István (1897–1961) [MÉL.]
- Berán Lajos (1882–1943) [MÉL.]
- Béres János (1954)
- Berkeczy László (1925–2009)
- Beszédes János László (1874–1922) [MÉL.]
- Betlen Gyula (1879–1963) [MÉL.]
- Bezerédi Gyula (1858–1925) [MÉL.]
- Bezerédy Lajos (1898–1979) [MÉL.]
- Bíró Lajos (1959)
- Bíró Mihály (1886–1948) [MÉL.]
- Bíró Sándor (1952)
- Bocz Gyula (1937–2003)
- Bocskai Vince (1949)
- Boda Gábor (1907–1984)
- Bohus Zoltán (1941–2017)
- Bokros Birman Dezső (1889–1965) [MÉL.]
- Boldogfai Farkas Sándor (1907–1970) [MÉL.]
- Bóna Kovács Károly (1897–1970) festő, szobrász
- Bor Pál (1889–1982) [MÉL.]
- Borbás Tibor (1942–1995), éremművész
- Borbereki-Kovács Zoltán (1907–1992)
- Borics Pál (1908–1969) [MÉL.]
- Boros Péter (1957)
- Borsos Miklós (1906–1990) [MÉL.]
- Bory Jenő (1879–1959) [MÉL.]
- Brestyánszky Béla (1834–1895) [MÉL.]
- Brummer József (1883–1945)
- Buda István (1952)
- Budahelyi Tibor (1945), éremművész
- Búza Barna (1910–2010), éremművész

## C
- Cyránski Mária (1940–2018)
- Czélkuti Rudolf (1813–1890) [MÉL.]
- Czinder Antal (1937), éremművész

## Cs
- Csáky József (1888–1971) [MÉL.]
- Csáky Marianne (1959)
- Cseh István (1909–1995)
- Cseke Szilárd (1967)
- Csányi Katalin (1975)
- Csemniczky Zoltán (1953)
- Csepregi Sándor (1950), éremművész
- Csepregi Zoltán (1931–2000)
- Cser Károly (1880–1965) [MÉL.]
- Cserepes István (1901–1945)[1] [MÉL.]
- Csikai Márta (1939)
- Csikász Imre (1884–1914) [MÉL.]
- Csikós Nagy Márton (1946)
- Csíky László (1942)
- Csiky Tibor (1932–1989) [MÉL.]
- Csillag István (1881–1968) [MÉL.]
- Csiszár Vilmos (1906–1972) [MÉL.]
- Csiszér János (1883–1953) [MÉL.]
- Csorba Géza (1892–1974) [MÉL.]
- Csorvássy István (1912–1986)
- Csurgai Ferenc (1956)
- Csutoros Sándor (1942–1989) [MÉL.]

## D
- Dabóczi Mihály (1905–1980) [MÉL.]
- Damkó József (1872–1955) [MÉL.]
- Darabos Iván (1911–1983) [MÉL.]
- Deim Pál (1932–2016)
- Deli Ágnes (1963)
- Diénes Attila (1942)
- Domonkos Béla (1934–2020)
- Donáth Gyula (1850–1909) [MÉL.]
- Dosnyai Károly (1813–1850) [MÉL.]
- Dózsa-Farkas András (1902–1982) [MÉL.]
- Drégely László (1932–1990) [MÉL.]
- Drozdik Orsolya (1946)
- Drozsnyik István (1951)
- Dudás Sándor (1948)
- Dunaiszky László (1822–1904) [MÉL.]
- Dunaiszky Lőrinc (1784–1833) [MÉL.]
- Duray Tibor (1912–1988) [MÉL.]

## E, É
- Eberhardt Antal (1725 k. – 1768) [MÉL.]
- Ef Zámbó István (1950)
- Sz. Egyed Emma (1935–2016), éremművész
- Elekes Károly (1951), festő
- Engel József (1815–1901) [MÉL.]
- Eőry Emil (1939–2024)
- Erdei Tamás (1973)
- Erdei Viktor (1879–1945) [MÉL.]
- Erdély Miklós (1928–1986) [MÉL.]
- Erdélyi Attila (1934–1971) [MÉL.]
- Erdey Dezső (1902–1957) [MÉL.]
- Erdős Péter (1938–2024), festő
- Eskulits Tamás (1947)

## F
- Fadrusz János (1858–1903) [MÉL.]
- Faragó József (1821–1895) [MÉL.]
- Farkas Ádám (1944)
- Farkas Aladár (1909–1981) [MÉL.]
- Farkas Pál (1947)
- Fekete Géza (1906–1976) [MÉL.]
- Fekete József (1903–1979)
- Fekete Tamás (1931–2007)
- Fémes Beck Vilmos (1885–1918) [MÉL.]
- Ferenczy Béni (1890–1967) [MÉL.]
- Ferenczy István (1792–1856) [MÉL.]
- Fessler Leó (1840–1893) [MÉL.]
- Finta Gergely (1883–1947)
- Finta Sámuel (1892–1979)
- Finta Sándor (1881–1958) [MÉL.]
- Fischer György (1956–2012)
- Forgács Hann Erzsébet (1897–1954) [MÉL.]
- Friedrich Ferenc (1946), éremművész
- Fritz Mihály (1947), éremművész
- Füredi Richárd (1837–1947) [MÉL.]
- Fürtös György (1939–2010)
- Fűz Veronika (1951), éremművész

## G
- Gaál Tamás (1962)
- Gábor Éva Mária (1953)
- Gách István Lipót (1880–1962) [MÉL.]
- Gács Lajos (1905–1981) [MÉL.]
- Gádor Endre (1921–2005)
- Gádor Magda (1924–2022)
- Galántai György (1941)
- Gallas Nándor (1893–1949)
- Garam Sándor (1882–1944) [MÉL.]
- Gárdos Aladár (1878–1944) [MÉL.]
- Gáti Gábor (1937), éremművész
- Gaudi Márton (1970)
- Gecse Árpád (1900–1999)
- Gellér B. István (1946–2018)
- Gémes Gindert Péter (1876–1923) [MÉL.]
- Gerenday Antal (1818–1887) [MÉL.]
- Gerenday Béla (1863–1936)
- Goda Ede (1906–1984) [MÉL.]
- Goldmann György (1904–1945) [MÉL.]
- Gosztonyi Alice (1899-1970)
- Gömbös László (1926)
- Görömbey Imre (1900–1967) [MÉL.]
- Göröntsér Lajos (1888–1976) [MÉL.]
- Götz János (1941–1971) [MÉL.]
- Grantner Jenő (1907–1983) [MÉL.]
- Gulyás Gyula (1944–2008)

## Gy
- Gyenes Tamás (1920–1963) [MÉL.]
- Gyovai Pál (1885–1976) [MÉL.]
- Gyovai-Bodák Eszter (1924–1974) [MÉL.]
- Györfi Sándor (1951), éremművész
- Győri Dezső (1908–1979) [MÉL.]

## H
- Hadik Magda (1914–2004), éremművész
- Hajdu István (1907–1996)
- Hallgass Jenő Zoltán (1912–1980) [MÉL.]
- Harasztÿ István (1934–2022)
- Harmath István (1974)
- Hebenstreit József (1719–1783) [MÉL.]
- Herczeg Klára (1906–1997), éremművész
- Hetey Katalin (1924–2010)
- Holdas György (1944), éremművész
- Holló Barnabás (1865–1917) [MÉL.]
- Holló Kornél (1893–1969) [MÉL.]
- Horthy Béla (1869–1943) [MÉL.]
- Horváth László (1951)
- Horvay János (1873–1944) [MÉL.]
- Hölzel Mór (1841–1902)
- Hörger Antal (1676–1765) [MÉL.]
- Hubay-Cebrián Andor (1898–1971) [MÉL.]
- Huber József (1777–1832) [MÉL.]
- Hudetz János
- Humenyánszky Jolán (1942–2021)
- Hunyadi László (1933), éremművész
- Huszár Adolf (1843–1885) [MÉL.]
- Huszár Imre (1899–1985) [MÉL.]
- Hűvös László (1883–1972/73) [MÉL.]

## I, Í
- Ispánki József (1906–1992)
- Istók János (1873–1972) [MÉL.]
- Istvánffy Hildegard (1902–1971) [MÉL.]
- Izbégi Villám Rózsa (1903-1987)
- Izsák Márton (1913–2004)
- Izsó Miklós (1831–1875) [MÉL.]

## J
- Jakab György (1950)
- Jakovits József (1909–1994)
- Jálics Ernő (1895–1964) [MÉL.]
- Jankovits Gyula (1865–1932) [MÉL.]
- Jecza Péter (1939–2009)
- Joachim József (1897–1954) [MÉL.]
- Jószay Zsolt (1951)
- Jovánovics György (1939)
- Józsa Bálint (1937)
- Józsa Gábor (1956), éremművész, szobrász
- Józsa Judit
- Józsa Lajos (1944)
- Juha Richárd (1971)
- Juhász Gyula (1876–1913), éremművész

## K
- Kallós Ede (1866–1950) [MÉL.]
- Kalmár János (1952), szobrász és éremművész
- Kalmár Márton (1946)
- Kampfl József (1939–2020)
- Karancsi Sándor (1932–2003), éremművész
- Kass János (1927–2010)
- Kassai István (1430 k. – 1499 e.) [MÉL.]
- Kassai Jakab (15. sz.) [MÉL.]
- Katona Zsuzsa (1951)
- Kazinczy János Árpád (1945)
- Kelemen Zénó (1972)
- Kelle Antal (1953)
- Kemény Zoltán (1907–1965) [MÉL.]
- Kerekes Ferenc (1948–2001)
- Kerényi Jenő (1908–1975) [MÉL.]
- Kéri Ádám (1944)
- Keszler Adolf (1859/1963–1903)
- Kigyós Sándor (1943–1984) [MÉL.]
- Kisfaludi Strobl Zsigmond (1884–1975) [MÉL.]
- Kiss György (1852–1919) [MÉL.]
- Kiss György (1943), éremművész
- Kiss István (1927–1997)
- Kiss Jenő Ferenc (1959)
- Kiss László György (1947)
- Kiss Sándor (1900–1981)
- Kiss Sándor (1925–1999), éremművész
- Kiss Kovács Gyula (1922–1984) [MÉL.]
- Kiss Nagy András (1930–1997), éremművész
- Kligl Sándor (1945)
- Kocsis András (1905–1976) [MÉL.]
- Kolozsvári testvérek – Kolozsvári György és Márton (14. sz.) [MÉL.]
- Kolozsvári Zsigmond (1899–1983) [MÉL.]
- Kolozsvári Grandpierre Miklós (1950)
- Konrád Ignác (1894–1969)
- Konyorcsik János (1926–2010)
- Kopasz Tamás (1958)
- Koren István (1911–1994)
- Kós András (1914–2010)
- Kosztics László (1958) fafaragó művész
- Kótai József (1940), éremművész
- Kovács Ákos (1903–1980) [MÉL.]
- Kovács Ferenc (1926–1990) [MÉL.]
- Kovács Gabriella (1959)[2]
- Kovács Géza (1958)
- Kovács György (1948)
- Kovács Jenő (?)
- Kovács Margit (1902–1977) [MÉL.]
- Kő Pál (1941–2020)
- Köllő Miklós (1861–1900) [MÉL.]
- Körmendi-Frim Jenő (1886–1959) [MÉL.]
- Körösényi Tamás (1953–2010)
- Kövesházi Kalmár Elza (1876–1956) [MÉL.]
- Krasznai Lajos (1884–1965)
- Krivátsy Szűts Miklós (1898–1982) [MÉL.]
- Kubisch János (1951)
- Kubisch Kamilla (1975)
- Kucs Béla (1925–1984) [MÉL.]
- Kugler Pál Ferenc (1836–1875) [MÉL.]
- Kulcsár Béla (1929–1976)
- Kunvári Lilla (1897–1984) [MÉL.]
- Kutas László (1936 - 2023.), éremművész

## L
- Laborcz Ferenc (1908–1971) [MÉL.]
- Lajos József (1936)
- Lakner László (1936)
- Lányi Dezső (1879–1951) [MÉL.]
- Lapis András (1942), éremművész
- László Pál (1950) fafaragó művész
- Léderer Tamás (1938)
- Lieb Roland Ferenc (1976), éremművész
- Ligeti Erika (1934–2004), éremművész
- Ligeti Miklós (1871–1944) [MÉL.]
- Loránfi Antal (1856–1927) [MÉL.]
- Lóránt Zsuzsa (1946)
- Lőcsei Pál (1455 k. – 1530 k.) [MÉL.]
- Lövith Egon (1923–2009)
- Lugossy Mária (1950), éremművész
- Lukácsy Lajos (1876–1927) [MÉL.]
- Lux Elek (1884–1941) [MÉL.]

## M
- Mack Lajos (1880–1916)
- Madarassy Erzsébet (1865–1915)
- Madarassy Walter (1909–1993)
- Máhr Ferenc (1957)
- Majoros Gyula (1961)
- Majoros Hédi (1930)
- Makk József (1908–1982)
- Makrisz Agamemnon (1913–1993)
- Manno Miltiades (1879–1935) [MÉL.]
- Margó Ede (1872–1946) [MÉL.]
- Markup Béla (1873–1945) [MÉL.]
- Márkus Károly (1934)
- Márkus Péter (1956)
- Maróthy Kálmán (1886–1945)
- Maróti Géza (1875–1941) [MÉL.]
- Marsai Ágnes (1951)
- Marschalkó János (1819–1877) [MÉL.]
- Marton Ervin (1912–1968) [MÉL.]
- Márton Ferenc (1884–1940) [MÉL.]
- Marton László (1925–2008)
- Martsa István (1912–1978) [MÉL.]
- Martyn Ferenc (1899–1986) [MÉL.]
- Mata Attila (1953)
- Matei Aurél (1908–1959) [MÉL.]
- Mátrai Lajos, ifj. (1875–1945), éremművész
- Mátrai Lajos György (1850–1906) [MÉL.]
- Mattis Teutsch János (1884–1960) [MÉL.]
- Matzon Frigyes (1909–1986) [MÉL.]
- Medgyessy Ferenc (1881–1958) [MÉL.]
- Megyeri Barna (1920–1966) [MÉL.]
- Megyik János (1938)
- Melocco Miklós (1935)
- Menasági Péter (1973)
- Mengyán András (1945)
- Menner Ödön (1904–1982) [MÉL.]
- Mester Jenő (1882–?) [MÉL.]
- Metky Ödön (1906-1985)
- Mészáros Andor (1900–1972) [MÉL.]
- Mészáros Dezső (1923–2003)
- Mészáros László (1905–1945) [MÉL.]
- Meszes Tóth Gyula (1931–2010), éremművész
- Meszlényi János (1939–2016)
- Mikus Sándor (1903–1982) [MÉL.]
- Mladonyiczky Béla (1936-1995)
- Moiret Ödön (1883–1968)
- Molnár Péter Salamon (1976)
- Molnár Sándor (1936–2022)
- Morell Mihály (1911–2013)
- Móricz Ida (1894–1987) [MÉL.]
- Mosdóssy Imre (1904–1995), festő, szobrász, éremművész
- Murányi Gyula (1881–1920) [MÉL.]
- Musti Viktor (1917–1943)

## N
- Nagy Gyula (1907–1983)
- Nagy Imre (1893–1976) [MÉL.]
- Nagy István (1920–2017)
- Nagy János (1935–2021), éremművész
- Nagy Kálmán (1872–1902) [MÉL.]
- Nagy Lajos Imre (1949), éremművész
- Nagy Sándor (1923–2017)
- Németh János (1934)
- Németh Kálmán (1903–1979)
- Németh Mihály (1926–2018)

## NY
- Nyíry Lili (1909–1996)

## O, Ó
- Ócsai Károly (1938–2011)
- Ohmann Béla (1890–1968) [MÉL.]
- Oláh Katalin Kinga (1974)
- Oláh Mátyás László (1975)
- Olcsai-Kiss Zoltán (1895–1981) [MÉL.]
- Orbán József (1901–1974)
- Orgonás András (1909–1987)
- Orsós Jakab (1920–2002)
- Ortutay Tamás (1946)

## Ö, Ő
- Örkényi Strasser István (1911–1944) [MÉL.]

## P
- Paál István (1935–2010)
- Paizs László (1935–2009)
- Pál Mihály, id. (1911–1971) [MÉL.]
- Pál Mihály, ifj. (1936–2023)
- Pallag Zsuzsa (1917–2010)
- Pálnagy László (1963)
- Palotai Gyula (1911–1976) [MÉL.]
- Pán Márta (1923–2008)
- Pap Éva (1980)
- Papi Lajos (1921–1987) [MÉL.]
- Pásztor János (1881–1945) [MÉL.]
- Pataky Imre (1850–1910) [MÉL.]
- Pátkai Ervin (1937–1987) [MÉL.]
- Pató Róza (1934–2018)
- Pátzay Pál (1896–1979) [MÉL.]
- Pauer Gyula (1941–2012)
- Paulikovics Iván (1953)
- Pédery-Hunt Dóra (1913–2008)
- Péri László (Weisz László) (1899–1967)
- Péter Vladimir (1947)
- Péterfy László (1936)
- Petri Lajos (1884–1963) [MÉL.]
- Petrovits István (1945)
- Pistyur Imre (1953)
- Pólya Iván (1889–1939) [MÉL.]
- Pongrácz Szigfrid (1872–1929) [MÉL.]
- Popovics Lőrinc (1953)
- Popovits Zoltán (1940)
- Puskás Sándor (1928–2020)

## R
- Radnai Béla (1873–1923) [MÉL., ÚMÉL.]
- Radó Károly (1925–2013)
- Raffay Dávid (1973)
- Raguzai Vince (? – 1516 u.) [MÉL., ÚMÉL.]
- Rajki József (1894–1963) [MÉL., ÚMÉL.]
- Rápolthy Lajos (1880–1954) [MÉL., ÚMÉL.]
- Reményi József (1887–1977) [MÉL., ÚMÉL.]
- Révész Endre (1912–1999)
- Rétfalvi Sándor (1941–2021)
- Róna József (1861–1939) [MÉL., ÚMÉL.]
- Rubletzky Géza (1881–1970) [MÉL., ÚMÉL.]
- Rumán Sándor (1953)
- Rumi Rajki István (1881–1941) [MÉL., ÚMÉL.]

## S
- Salló István (1932–2003)
- Samu Géza (1947–1990) [MÉL.]
- Sámuel Kornél (1883–1914) [MÉL.]
- Sándor Antal (1948)
- Schaár Erzsébet (1908–1975) [MÉL.]
- Schéner Mihály (1923–2009)
- Nicolas Schöffer (Schöffer Miklós) (1912–1992)
- Schrotta János Frigyes (1898–1979) [MÉL.]
- Schuchbauer Antal (1720–1776) [MÉL.]
- Stefan Schwartz (Schwartz István) (1851–1924), éremművész
- Segesdi György (1931–2021)
- Senyei Károly (1854–1919) [MÉL.]
- Sidló Ferenc (1882–1954) [MÉL.]
- Siklódy Lőrinc (1876–1945) [MÉL.]
- Simay Imre (1874–1955) [MÉL.]
- Sirpa Hannele Ihanus (1959), finn származású
- Soltra E. Tamás (1955) , éremművész
- Somló Sári (1886–1970) [MÉL.]
- Somogyi Imre (1902–1947) [MÉL.]
- Somogyi László Gábor (1976–)
- Somogyi József (1916–1993)
- Sovánka István (1858–1944) [MÉL.]
- Sóváry János (1895–1966) [MÉL.]
- Strobl Alajos (1856–1926) [MÉL.]
- Stuhlhoff Sebestyén (1723 k. – 1779) [MÉL.]
- Sütő Ferenc[3] (1959)

## Sz
- B. Szabó Edit (1938–1975) [MÉL.]
- Szabó György (1947), éremművész
- Szabó István (1903–1992)  [ÚMÉL.]
- Szabó Iván (1913–1998)  [ÚMÉL., MNL.]
- Szabó László (1917–1984)
- Szabó Tamás (1952)
- Szabolcs Péter (1942)
- Szamosi Soós Vilmos (1885–1972)  [MNL.]
- Szamovolszky Ödön (1878–1914)  [ÚMÉL., MÉL.]
- Szandai Sándor (1903–1978)  [ÚMÉL., MÉL.]
- Szandház Károly (1824–1892)  [ÚMÉL., MÉL.]
- Szántó Gergely (1886–1962)  [MNL.]
- Szanyi Péter (1947)
- Szárnovszky Ferenc (1863–1903)  [ÚMÉL., MNL., MÉL.]
- Szász Gyula (1850–1904)  [ÚMÉL., MÉL.]
- Szathmáry Gyöngyi (1940)
- Szécsi Antal (1856–1904)  [ÚMÉL., MÉL.]
- Székely Péter (1923–2001)  [MNL.]
- Székely Vera (1922–1994)  [ÚMÉL.]
- Szentgyörgyi István (1881–1938)  [ÚMÉL., MNL., MÉL.]
- Szentirmai Zoltán (1941–2014)  [MNL.]
- Széri-Varga Géza (1951)
- Szervátiusz Jenő (1903–1983)  [ÚMÉL., MNL., MÉL.]
- Szervátiusz Tibor (1930–2018)  [MNL.]
- Szkok Iván (1944–) festőművész
- Szlávics László, id. (1927–1991)
- Szlávics László, ifj. (1959)  [MNL.]
- Szomora Kálmán (1938–2005) fafaragó művész
- Szótér János (1902–1991)  [ÚMÉL.]
- Sződy Szilárd (1878–1939)  [ÚMÉL., MÉL.]
- Szőllősi Endre (1911–1967) [MÉL.]
- Szöllőssy Enikő (1939), éremművész
- Szunyogh László (1956)

## T
- Tápai Antal (1902–1986)  [ÚMÉL., MÉL.]
- Tar István (1910–1971)  [ÚMÉL., MÉL.]
- Telcs Ede (1882–1948)  [ÚMÉL., MNL., MÉL.]
- Terebessy L. Föld (1948)
- Tóbiás Klára (1945)
- Tornay Endre András (1949–2008)
- Tot, Amerigo (Tóth Imre) (1909–1984) [MÉL.]
- Tóth András (1858–1929) [ÚMÉL., MÉL.]
- Tóth Gyula (1893–1970) [MNL.]
- Tóth István (1861–1934) [ÚMÉL., MÉL.]
- Tóth István (1912–2002)
- Tóth József (1916–1935) [ÚMÉL.]
- Tóth Sándor (1933–2019)
- Tóth Valéria (1943)
- Török János (1932–1996) [ÚMÉL.]
- Török Richárd (1954–1993) [ÚMÉL.]
- Törzsök Károly (1906–1964) [ÚMÉL., MÉL.]
- Trischler Ferenc (1945)
- Turcsányi Árpád (1921–1998)

## U, Ú
- Udvardy Anikó (1952)
- Ugray György (1908–1971) [MÉL.]
- Uhrl Ferenc (1794–1862) [MÉL.]
- Ungvári Lajos (1902–1984)

## Ü, Ű
- Üveges Gábor (1957–2020)

## V
- Várady Sándor (1920–2000)
- Varga Éva (1949)
- Varga Géza Ferenc (1950–2002)
- Varga Imre (1923–2019)
- Varga Miklós (1928–2018)
- Varga Oszkár (1888–1955) [MÉL.]
- Varga Tamás (1953)
- Várnagy Ildikó (1944)
- Vasas Károly (1930–1992)
- Vass Áron (1891–1979)
- Vass Viktor (1873–1955)
- Vastagh Éva (1900–1942)
- Vastagh György, ifj. (1868–1946) [MÉL.]
- Vastagh László (1902–1972) [MÉL.]
- Vay Miklós (1828–1886) [MÉL.]
- Vedres Márk (1870–1961) [MÉL.]
- Veres Gyula Alpár (1963–2014?)
- Veres Kálmán (1964)
- Veszely Jelena (1917–2020)
- Veszprémi Imre (1932)
- Végh Ilona (1907–1941)
- Vida Géza (1913–1980)
- Vígh Tamás (1926–2010), éremművész
- Vilt Tibor (1905–1983) [MÉL.]
- Vörös Béla (1899–1983) [MÉL.]
- Vörös János (1897–1963)

## W
- Wagner Nándor (1922–1997)
- Warou Dániel (1674–1729) vésnök, éremművész [ÚMÉL.]
- Wéber József Lénárd (1702–1773)

## Z
- Zagyva László (1945)
- Zala György (1858–1937) [MÉL.]
- Zalavári József (1955)
- Zicherman Sándor (1935–2021), éremművész

## ZS
- Zsemlye Ildikó (1969), éremművész